# La marca del llop
 La marca del llop  (títol original: Blood and Chocolate) és una pel·lícula fantàstica dirigida per Katja von Garnier. Ha estat estrenada el 2007. Està basada en un llibre homònim d'Annette Curtis Klause. Ha estat doblada al català.

## Argument
Vivian, jove vampir, és l'únic supervivent de la seva família massacrada pels humans. Acceptada ara en un altre clan dirigit per un fantasma de nom Gabriel, viu a Bucarest, a Romania, on treballa en una xocolateria. Estant promesa de Gabriel, s'enamora d'Aiden, un jove dibuixant que ha anat a Romania per fer recerques sobre els vampirs per a una novel·la. El seu clan l'obliga llavors a escollir entre el seu desig de sucumbir a aquest amor prohibit i la seva lleialtat cap a ells.

## Personatges
- Agnes Bruckner: Vivian
- Hugh Dancy: Aiden
- Olivier Martinez: Gabriel
- Katja Riemann: Astrid
- Bryan Dick: Rafe
- Chris Geere: Ulf
- Tom Harper: Gregor
- John Kerr: Finn
- Jack Wilson: Willem
- Vitalie Ursu: Constani
- Bogdan Voda: Albu
- Kata Dobó: Beatrice
- Rodica Mandache: Madame Bellagra

## Banda original de la pel·lícula
Destacar que la banda original de la pel·lícula, composta per Reinhold Heil, incorpora igualment un títol del grup de metall simfònic Within Temptation.